# Сак'єт-Сіді-Юссеф
Сак'єт-Сіді-Юссеф (араб. ساقية سيدي يوسف) — місто в Тунісі. Входить до складу вілаєту Ель-Кеф. Знаходиться поблизу кордону з Алжиром і дорогою RN5 з'єднане з алжирським містом Сук-Ахрас. Станом на 2004 рік тут проживало 6 196 осіб.